# Rotala pentandra
Rotala pentandra är en fackelblomsväxtart som först beskrevs av William Roxburgh, och fick sitt nu gällande namn av Ethelbert Blatter och Halb.. Rotala pentandra ingår i släktet Rotala och familjen fackelblomsväxter. Inga underarter finns listade i Catalogue of Life.